# Katsutoshi Dōmori
Katsutoshi Dōmori (堂森 勝利?, Dōmori Katsutoshi; Prefettura di Osaka, 29 giugno 1976) è un ex calciatore giapponese, di ruolo centrocampista.